# Marcelo Saliola
Marcelo Saliola (Botucatu, 31 de dezembro de  1973) é um ex-atleta profissional de tênis brasileiro. Medalhista de ouro e bronze nos Jogos Pan-americanos de 1991, Saliola tem seu nome registrado no Guinness Book como o mais jovem atleta da modalidade em toda a história a marcar pontos no ranking da ATP.

## Biografia
Conseguiu a proeza de entrar para o Guinness em 1987, quando tinha 14 anos e três meses, por ser o mais jovem atleta da modalidade em toda a história a marcar pontos no ranking da ATP. A façanha foi obtida na Gandini Cup, em Itu, interior de São Paulo, na qual Saliola disputou seu primeiro torneio profissional, derrotando na estreia o paraguaio Hugo Chapacu, de 25 anos, então 146º do mundo, por 6/4 e 6/2, conseguindo seus primeiros 4 pontos na classificação mundial. Por conseguinte, o brasileiro superou o recorde do sueco Bjorn Borg, de 14 anos e 8 meses, e entrou para o Guinness Book. A marca de Saliola ainda não foi superada.
Sagrou-se vice-campeão, em 1988, do Orange Bowl Júnior e venceu o Sul-Americano Júnior, em 1991, para a faixa etária de 18 anos.
Obteve seu melhor resultado no Aberto de Brasília quando ficou entre os 16 melhores da competição ao obter uma vitória sobre o segundo melhor classificado e número 12º do ranking mundial, Emilio Sanchez.
Foi tenista duplista e chegou às quartas de final do Aberto da Colômbia, de 1994, em parceria com Otávio Della, com quem venceu cinco challengers.
Conquistou ainda a medalha de bronze, em simples, nos Jogos Pan-americanos de 1991. Grande promessa do tênis brasileiro na década de 1980, sua fama precoce, a pressão e as cobranças do mundo profissional, porém, levaram à prematura interrupção da carreira. Atualmente, ministra aulas em uma academia na zona oeste da capital paulista.

## Títulos de Challengers

### Duplas: (5)
| No. | Ano  | Torneio           | Superfície | Parceiro     | Oponentes na final              | Escore na final |
| --- | ---- | ----------------- | ---------- | ------------ | ------------------------------- | --------------- |
| 1.  | 1993 | Cotia, Brasil     | Hard       | Otávio Della | Danilo Marcelino Francisco Roig | 6–2, 6–7, 6–3   |
| 2.  | 1993 | São Luís, Brasil  | Hard       | Otávio Della | Luiz Mattar Jaime Oncins        | 6–7, 6–3, 7–6   |
| 3.  | 1994 | São Paulo, Brasil | Clay       | Otávio Della | Nelson Aerts Danilo Marcelino   | 6–4, 6–2        |
| 4.  | 1994 | Fortaleza, Brasil | Hard       | Otávio Della | Bill Barber Ivan Baron          | W/O             |
| 5.  | 1994 | Natal, Brasil     | Clay       | Otávio Della | Gaston Etlis Ricardo Mena       | 6–4, 6–3        |